# Acalypha bakeriana
Acalypha bakeriana är en törelväxtart som beskrevs av Henri Ernest Baillon. Acalypha bakeriana ingår i släktet akalyfor, och familjen törelväxter. Inga underarter finns listade i Catalogue of Life.